# Катаріна Альтгаус
Катаріна Альтгаус (нім. Katharina Althaus) — німецька стрибунка з трамліна, олімпійська медалістка, семиразова чемпіонка світу.
Першу срібну олімпійську медаль Альтгаус виборола на нормальному трампліні на О лімпіаді 2018 року в корейському Пхьончхані, а другу — на Іграх 2022 року в китайському Пекіні у тій же дисципліні.
Чемпіонкою світу вона стала в складі змішаної команди Німеччини на чемпіонаті світу 2015 року, що проходив у шведському Фалуні.
З австрійського Зефельда-ін-Тіроль Альтгаус привезла дві золоті й одну срібну медаль.   Четверту золоту медаль чемпіонки світу Альтгаус завоювала в змаганні змішаних команд на чемпіонаті світу 2021 року, що проходив у німецькому Оберстдорфі. У словенській Планиці вона завоювала три золоті й одну  бронзову медаль.

## Олімпійські ігри
| Рік  | Місто                     | НТ | ЗК |
| ---- | ------------------------- | -- | -- |
| 2014 | Сочі, Росія               | 27 | —  |
| 2018 | Пхьончхан, Південна Корея | 2  | —  |
| 2022 | Пекін, Китай              | 2  |    |

## Виноски
1. ↑  http://www.munzinger.de/search/go/document.jsp?id=01000009773
2. ↑  https://www.fis-ski.com/DB/general/athlete-biography.html?sectorcode=JP&competitorid=147756
3. ↑  German mixed team takes Gold in Falun. International Ski Federation. 22 лютого 2015. Архів оригіналу за 3 грудня 2015. Процитовано 12 лютого 2018.
4. ↑  Mixed team normal hill results